# Бенедетто Альберти
Бенедетто Альберти (итал. Benedetto di Nerozzo Alberti; 1320, Флоренция — 1388, Родос) — флорентийский государственный деятель. Во время изгнания Альбицци фактически управлял Флорентийской республикой.

## Биография
Бенедетто родился в 1320, от Нероццо ди Альберто дельи Альберти. В молодости провел за границей на службе в семейной компании. В 1367 году Синьория послала его в Вольтерру, чтобы урегулировать там разногласия. С мая по июль 1368 г. он был гонфалоньером компании. В 1373 г, с 10 сентября по 30 октября, он занимал должность приора, а в следующем году он принадлежал Двенадцати Буономини с 15 июня по 14 августа. 29 апреля 1377 во время войны восьми святых комиссия восьми назначила ему отправиться в Рим с делегацией для переговоров о мире с Григорием XI, который недавно вернулся в Италию из Авиньона. Вторую кампанию с той же целью совершил 27 февраля 1378 в Сарцане. Именно в этот момент Бенедетто сблизился с партией пополанов: Томмазо Строцци, одним из восьми святых, Джорджо Скали, ответственным за военную службу, Сальвестро Медичи, который во время своего избрания гонфалоньером компании, решил ослабить гвельфскую партию, главой которой был Пьеро Альбицци. Бенедетто, узнав о его намерениях, содействовал ему, и с окон своего дворца громогласно призывал народ к оружию, так что площадь наполнилась вооруженными людьми, которые позже вместе с Микеле ди Ландо решили отомстить некоторым членом гвельфской партии. Среди них были Пьеро Альбицци, Лапо да Кастильонкио и Карло Строцци, их дома разграбили и сожгли, а сами Сальвестро и Бенедетто были посвящены в рыцари, хотя их дома тоже были сожжены. Позже Бенедетто вместе с Томмазо Строцци попросили членов Синьории покинуть Дворец Синьории и уступить его народным низам. Те согласились под их угрозой. После установления режима чомпи и изгнания Альбицци, Бенедетто вместе другими пополанам оказались первыми лицами в государстве. В 1379 для окончательного ослабления Альбицци, Бенедетто уличил Пьеро в сговоре с Джаноццо да Салерно и Бенедетто приговорил Пьеро к казни. Но после его казни во Флоренции увеличилось общее смятение и негодование, ибо все боялись за себя. Джорджо Скали и Томмазо Строцци во время режима чомпи были на равном положении с Бенедетто. Один из сторонников Скали был обвинён в заговоре против государства, но капитан признал его невиновным. Тогда судья решил поступить иначе. Скали, видя, что ни влияние, ни просьбы не могут спасти этого человека, вместе с Томмазо Строцци и большим количеством вооруженных людей силой освободил его, разгромив дворец капитана. Весь город был удивлен этой новостью, и враги Джорджо решили, что для успешного проведения их замысла в жизнь, им потребуется помощь Бенедетто. Бенедетто, разочаровавшись в Джорджо, решил содействовать его врагам. Бенедетто Альберти арестовал Джорджо, а Томмазо удалось скрыться, и 17 января 1382 Джорджо был казнён. Смерть Джорджо Скали сильно взбудоражила весь город, и балия 1378 года, принятая Сальвестро Медичи и одобреная Микеле ди Ландо, была отменена. Режим чомпи был снят, а партия гвельфов возвращена. В 1384 году Бенедетто приобрел Ареццо. В честь этого он устроил празднества и решил постановить на должность гонфалоньера своего зятя, Филиппо Магалотти, но усилиями Мазо Альбицци он был отстранён от должности по возрастному цензу. И гонфалоньером был избран враг Бенедетто, Бардо Манчини, который изгнал Бенедетто из Флоренции. Затем он отправился в паломничество и 3 января 1388 умер на Родосе.